# The End of an Ear
Albums de Robert Wyatt
Rock Bottom
(1974)
The End of an Ear est le premier album solo de Robert Wyatt. Il est paru en 1970 sur le label CBS. On retrouve sur cet album David Sinclair à l'orgue, un ancien des Wilde Flowers, groupe avec lequel Robert a débuté avec Daevid Allen. Elton Dean au saxophone alto et saxello est un habitué des sessions avec Soft Machine sur Third entre autres. Marc Charig au cornet joue avec King Crimson sur Lizard et Islands. On l'a vu aussi avec Soft Machine et Centipede.
Il a été enregistré en août 1970 aux studios Sound Techniques de Chelsea à Londres, alors que Wyatt se trouvait en congé de Soft Machine, il quittera le groupe l'année suivante. L'album contient des pièces free-jazz et expérimentales, sans chansons mais plutôt avec des vocalises de Robert. David Sinclair se joindrait éventuellement au groupe Matching Mole fondé par Wyatt en 1971. Toutes les pièces sont composées par Robert Wyatt sauf pour Las Vegas Tango Part One et Las Vegas Tango Part Two, qui sont de Gil Evans.

## Liste des chansons

### Première face
1. Las Vegas Tango Part 1 (Repeat) (8:13) (Gil Evans)
2. To Mark Everywhere (2:26)
3. To Saintly Bridget (2:22)
4. To Oz Alien Daevid And Gilly (2:09)
5. To Nick Everyone (9:15)

### Seconde face
1. To Caravan and Brother Jim (5:22)
2. To the Old World (Thank You for the Use of Your Body, Goodbye) (3:18)
3. To Carla Marsha and Caroline (For Making Everything Beautifuller) (2:47)
4. Las Vegas Tango Part 1 (11:07) (Gil Evans)

## Personnel
- Robert Wyatt : batterie, vocalises, piano, orgue, claviers, harmonica
- Mark Ellidge : piano
- David Sinclair : orgue
- Neville Whitehead : basse
- Mark Charig : cornet
- Elton Dean : saxophone alto, saxello
- Cyrille Ayers : percussions